# 10476 Los Molinos
10476 Los Molinos è un asteroide della fascia principale. Scoperto nel 1981, presenta un'orbita caratterizzata da un semiasse maggiore pari a 2,3170845 UA e da un'eccentricità di 0,2583353, inclinata di 9,44690° rispetto all'eclittica.
L'asteroide è dedicato all'Osservatorio astronomico Los Molinos in Uruguay.